# Mercenários brancos no Congo

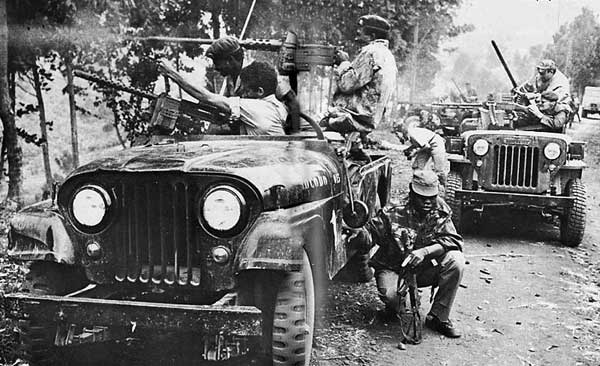
Mercenários estrangeiros e soldados congoleses em um tiroteio com os rebeldes, 1964.

Os mercenários brancos no Congo (em francês:  Mercenaires blancs au Congo) eram nativos da África (afrikaners e outros descendentes dos colonizadores europeus) e da Europa que participaram de vários conflitos militares na República do Congo (Leopoldville), no Zaire e na República Democrática do Congo. Desde 1960, sul-africanos, rodesianos, britânicos, irlandeses, alemães, belgas, franceses, espanhóis, italianos, sérvios, bielorrussos, russos, ucranianos, georgianos e alguns outros passaram pelas guerras congolesas.
Na década de 1960, os estrangeiros foram capazes de realmente virar a maré da guerra em favor do governo. Posteriormente, a experiência do uso de mercenários no Congo foi usada pelos serviços de inteligência ocidentais na Guerra Civil Angolana. 
Foi aqui que a carreira mercenária dos aventureiros militares mais famosos do século XX começou. Eventos congoleses e outros das décadas de 1960 e 1970 moldaram as idéias e estereótipos modernos sobre mercenários.
Durante a crise congolesa, mercenários da Europa Ocidental, Rodésia e África do Sul lutaram no Congo. Bob Denard, Mike Hoare, Jean Schramme, Siegfried Mueller e muitos outros lutaram aqui.
Na Primeira Guerra do Congo, um destacamento da Legião branca lutou. Na parte serviram europeus ocidentais, sérvios, russos, ucranianos e outros.
Desde 2000, pilotos da ex-URSS serviram no Congo (bielorrussos, georgianos, ucranianos).